# Rhorus flavopictus
Rhorus flavopictus là một loài tò vò trong họ Ichneumonidae.